# Mulan Football League 2020
Die Mulan Football League 2020 war die siebte Spielzeit der taiwanischen Fußballliga der Frauen gewesen. Titelverteidiger war der Taichung Blue Whale WFC. Die Saison begann am 11. April und endete am 19. September.

## Teilnehmer und ihre Spielorte
| Team                    | Stadt      | Trainer       | Heimstadion                              | Liga beigetreten | Vorjahresplatzierung |
| ----------------------- | ---------- | ------------- | ---------------------------------------- | ---------------- | -------------------- |
| Hualien WFC             | Hualien    | Chu Wen-pin   | Hualien-Stadion                          | 2014             | 2. Platz             |
| Kaohsiung WFC           | Kaohsiung  | n. b.         | Nationalstadion Kaohsiung                | n. b.            | 4. Platz             |
| Neu-Taipeh WFC          | Neu-Taipeh | n. b.         | Fu-Jen-Universität-Sportplatz            | n. b.            | 5. Platz             |
| Taichung Blue Whale WFC | Taichung   | Lu Kuei-hua   | Taiyuan-Fußballfeld                      | 2014             | Meister              |
| Taipeh Bravo WFC        | Taipeh     | Chou Tai-ying | Taipei Municipal Stadium                 | 2017             | 3. Platz             |
| Inter Taoyuan FC Women  | Taoyuan    | n. b.         | National-Taiwan-Sport-University-Stadion | n. b.            | 6. Platz             |

## Reguläre Saison
| Pl. | Verein                      | Sp. | S  | U | N  | Tore    | Diff. | Punkte |
| --- | --------------------------- | --- | -- | - | -- | ------- | ----- | ------ |
| 1.  | Hualien WFC                 | 15  | 12 | 3 | 0  | 051:180 | +33   | 39     |
| 2.  | Taichung Blue Whale WFC (M) | 15  | 11 | 0 | 4  | 048:220 | +26   | 33     |
| 3.  | Taipeh Bravo WFC            | 15  | 7  | 2 | 6  | 025:230 | +2    | 23     |
| 4.  | Inter Taoyuan FC Women      | 15  | 4  | 4 | 7  | 017:270 | −10   | 16     |
| 5.  | Neu-Taipeh WFC              | 15  | 3  | 3 | 9  | 012:350 | −23   | 12     |
| 6.  | Kaohsiung WFC               | 15  | 1  | 2 | 12 | 009:370 | −28   | 05     |

| Zum 15. Spieltag: |                                                                                              |
|                   | Meister der Mulan Football League und Qualifikation zum Halbfinale des Mulan League Cup 2020 |
|                   | Qualifikation zum Halbfinale des Mulan League Cup 2020                                       |
|                   | Qualifikation zum Viertelfinale des Mulan League Cup 2020                                    |
| (M)               | Amtierender Meister: Taichung Blue Whale WFC                                                 |

## Statistiken

### Torschützenliste
Bei gleicher Anzahl von Treffern sind die Spieler alphabetisch geordnet.
| Platz | Spieler     | Mannschaft              | Tore |
| ----- | ----------- | ----------------------- | ---- |
| 01    | Bao Xinxuan | Taichung Blue Whale WFC | 19   |
| 02    | Wu Shiping  | Hualien WFC             | 16   |
| 03    | Tan Wenlin  | Hualien WFC             | 9    |
| 0     | Li Xiuqin   | Taichung Blue Whale WFC | 9    |
| 05    | Qi Ding     | Inter Taoyuan FC Women  | 7    |